# Distretto di Aksaray
Il distretto di Aksaray (in turco Aksaray ilçesi) è uno dei distretti della provincia di Aksaray, in Turchia.
| Controllo di autorità | VIAF (EN) 241852335 |